# Teoria kumulatywnych procesów okrężnych
Teoria kumulatywnych procesów okrężnych – teoria zakładająca, że zainicjowanie procesu wzrostu i rozwoju gospodarczego w krajach słabo rozwiniętych jest możliwe dzięki aktywnej ingerencji państwa. Według Ragnara Nurske w kraju słabo rozwiniętym gospodarczo występują procesy kumulacyjne, które powodują, że stan zacofania utrwala się w nim i uniemożliwia zaistnienie samoczynnego, przyspieszonego wzrostu gospodarczego. Przerwanie tych procesów wymaga aktywnej roli państwa, skoncentrowanej na tworzeniu sektora przemysłowego. Nurske sugeruje istnienie w kraju słabo rozwiniętym gospodarczo okrężnego układu sił, które wzajemnie na siebie oddziałują, dzięki czemu kraj biedny utrzymuje się w stanie ubóstwa. Taką sytuację określił stwierdzeniem kraj jest biedny, ponieważ jest biedny.